# 張惟
張惟（1462年—？年），字云謨，四川順慶府南充縣人，民籍，治《易經》，明朝政治人物。

## 生平
四川鄉試第四十六名舉人。弘治九年（1496年）中式丙辰科三甲第五十一名進士。

## 家族
曾祖張友諒；祖父張瑄；父張惖，母范氏。